# Lexington (Nebraska)
Lexington település az Amerikai Egyesült Államok Nebraska államában, Dawson megyében, melynek megyeszékhelye is. Lakosainak száma 10 348 fő (2020. április 1.).

## Népesség
A település népességének változása:

| 2010 | 10 230 |
| 2020 | 10 348 |